# Bryum kikuyuense
Bryum kikuyuense là một loài Rêu trong họ Bryaceae. Loài này được (Broth. & Thér.) N. Pedersen mô tả khoa học đầu tiên năm 2005.